# نبرد قارص (۱۹۲۰)
نبرد قارص (به ترکی استانبولی: Kars Muharebesi) بزرگترین نبرد در جنگ ترکیه و ارمنستان بود که روز ۳۰ اکتبر سال ۱۹۲۰ میلادی میان ملی‌گرایان ترک تحت فرماندهی مجلس ملی کبیر ترکیه و جمهوری دموکراتیک ارمنستان روی داد. ارتش ترکیه با یک تهاجم گسترده شهر قارص را که چند ماه پیش سقوط کرده بود، مجدداً تصرف کرد.